# Przeczniak (powiat ostrołęcki)
Przeczniak – niestandaryzowana nazwa części wsi Gąski, położona w Polsce w województwie mazowieckim, w powiecie ostrołęckim, w gminie Lelis.

## Historia
W latach 1921–1939 miejscowość leżała w województwie białostockim, w powiecie kolneńskim (od 1932 w powiecie ostrołęckim), w gminie Gawrychy.
Według Powszechnego Spisu Ludności z 1921 roku zamieszkiwały tu 44 osoby w 8 budynkach mieszkalnych. Miejscowość należała do parafii rzymskokatolickiej w m. Zbójna. Podlegała pod Sąd Grodzki w Kolnie i Okręgowy w Łomży; właściwy urząd pocztowy mieścił się w m. Zbójna.
W wyniku agresji Niemiec we wrześniu 1939, miejscowość znalazła się pod okupacją niemiecką. Została włączona w skład III Rzeszy.